# Regeringsformatie België 1926
Nadat verschillende ministers uit de regering-Poullet ontslag hadden genomen, ging op 7 mei 1926 de formatie van een nieuwe Belgische regering van start. De formatie duurde 14 dagen en leidde tot de vorming van de regering-Jaspar I.

## Verloop van de formatie

### Aanloop naar de formatie

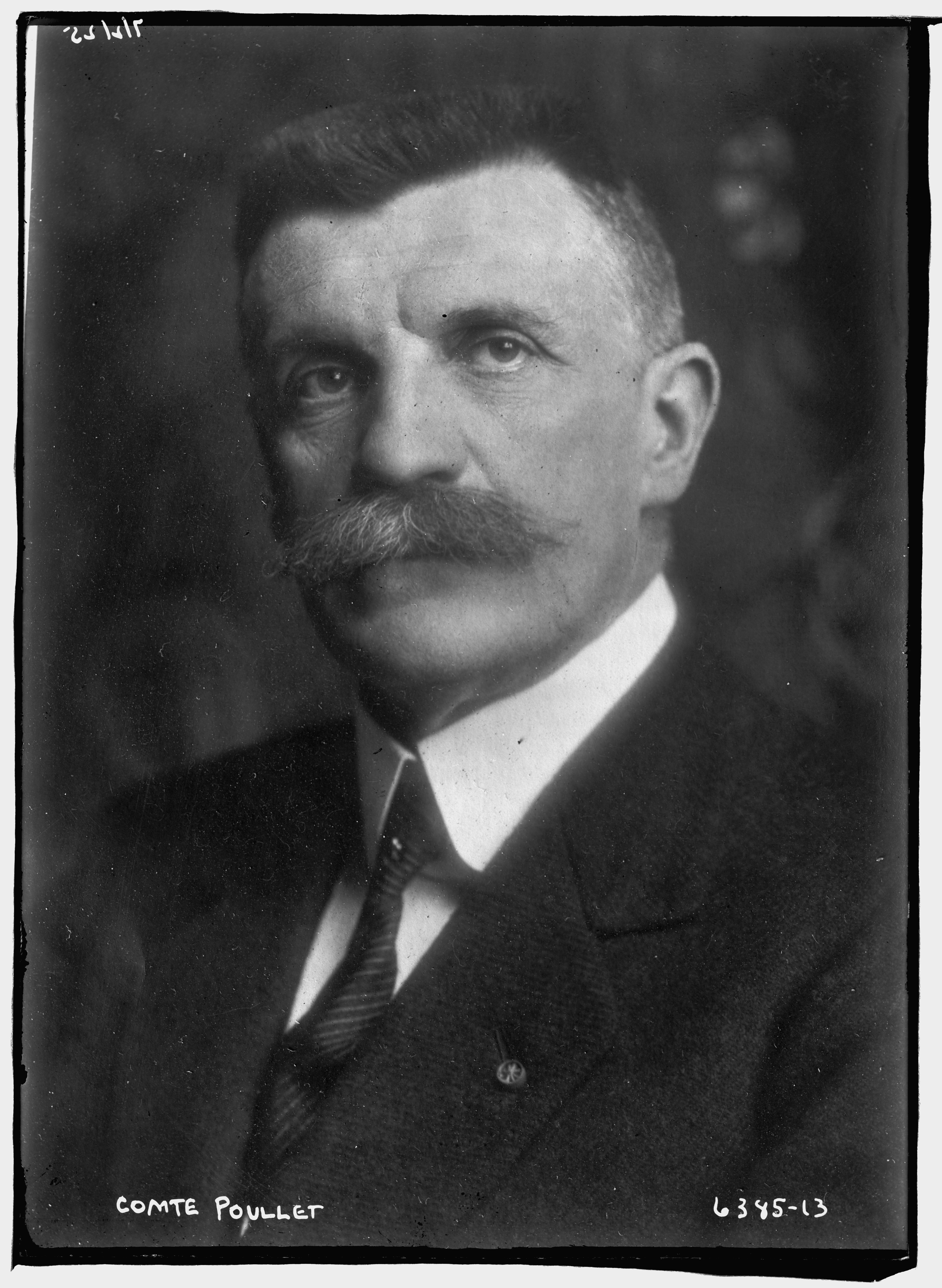
Prosper Poullet.

Sinds 17 juni 1925 was de regering-Poullet in functie, een centrumlinkse regering bestaande uit de christendemocratische vleugel van de Katholieke Unie en de socialistische BWP-POB. De regeringsdeelname van de socialisten werd zeer vijandig onthaald door de conservatieve vleugel van de Katholieke Unie, de liberalen en de kapitaalmarkten, omdat zij het programma van de BWP-POB als te revolutionair beschouwden, hoewel het regeringsprogramma veeleer gematigd was. 
Op het moment dat de regering-Poullet aantrad was de Belgische economische toestand verre van rooskleurig. Na de Eerste Wereldoorlog werd de Belgische economie geconfronteerd met een sterk stijgende inflatie, veroorzaakt door enerzijds de sterk aangetaste productiecapaciteit van België na de oorlog en anderzijds doordat er veel meer geld in omloop was, onder andere omdat de naoorlogse regeringen gul waren geweest in het toekennen van oorlogsschadevergoedingen. Als gevolg van dit beleid was de Belgische staatsschuld enorm gestegen, terwijl de herstelbetalingen die Duitsland aan België moest vergoeden, uitbleven. Bovendien stond de Belgische frank zwak op de valutamarkten, wat tot de ontwaarding van de Belgische munteenheid leidde. De regering-Poullet diende dus verregaande maatregelen te nemen om het herstel van de economie te bevorderen, wat door de vijandigheid van de financiële markten tegenover de regering geen eenvoudige opdracht was.
Minister van Financiën Albert-Edouard Janssen, een technocraat van katholieke signatuur, maakte een stabilisatieplan op, waarin hij de begroting op orde wilde brengen door 600 miljoen aan nieuwe belastingen in te voeren, die voornamelijk verhaald werden op de grote vermogens, en de waarde van de Belgische frank wilde stabiliseren door onder meer 150 miljoen dollar te lenen op de internationale kapitaalmarkten. Om deze lening te verkrijgen voerde Janssen onderhandelingen met invloedrijke buitenlandse bankiers zoals de Amerikaan J.P. Morgan jr.. In maart 1926 mislukten de onderhandelingen met Morgan jr. echter, omdat hij de onhaalbare eis stelde dat de Belgische regering de lening binnen een termijn van drie jaar moest aflossen. Vermoedelijk werd deze strenge voorwaarde gesteld omdat het voor de stabilisatie van de frank noodzakelijk was dat de Belgische bankiers actief samenwerkten met de regering, wat door het klimaat van wantrouwen tegenover de regering-Poullet erg moeilijk was. Minister Janssen probeerde dan maar een lening te bekomen van binnenlandse bankiers, maar ook dat leverde niets op. Dit betekende de definitieve mislukking van diens stabilisatieplan, terwijl de waarde van de Belgische frank sterk bleef dalen. Als gevolg hiervan diende Albert-Edouard Janssen op 6 mei 1926 zijn ontslag in als minister. In de dagen ervoor hadden ook al minister van Binnenlandse Zaken Edouard Rolin Jacquemyns, een onafhankelijke liberaal, en minister van Koloniën Henri Carton de Tournai (katholiek) hun ontslag ingediend.

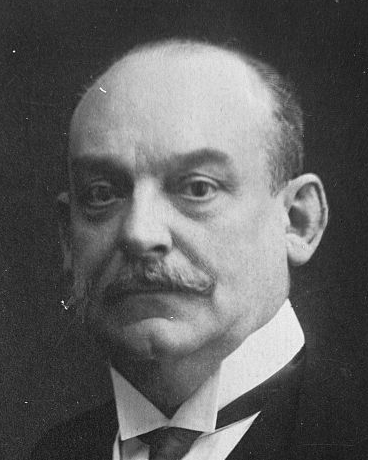
Emile Francqui.

Door het ontslag van de drie ministers drong een herschikking van de regering zich op. Met de toestemming van koning Albert I vatte premier Prosper Poullet op 7 mei onderhandelingen aan met conservatieve katholieken en de financiële wereld om de regering te verruimen. Hij voerde besprekingen met voormalig minister Julien Liebaert (katholiek), de gewezen premiers Henri Carton de Wiart, Charles de Broqueville en Georges Theunis (allen katholiek), minister van Economie en Landbouw Pierre de Liedekerke de Pailhe (katholiek), de voormalige ministers Jules Renkin en Henri Jaspar (beide katholiek), minister van Buitenlandse Zaken Emile Vandervelde (socialist), senator Cyrille Van Overbergh (katholiek) en financiers Fernand Hautain (gouverneur van de Nationale Bank), Emile Francqui (directeur bij de Société Générale), Jean Jadot (gouverneur van de Société Générale) en Félicien Cattier (bestuurder van de Banque d'Outremer. Op 8 mei had Poullet opnieuw een onderhoud met Emile Francqui, die hij de post van minister van Financiën aanbood. Francqui wilde echter alleen toetreden tot een regering als er een andere eerste minister kwam en stelde voor dat de socialistische Kamervoorzitter Emile Brunet zou aantreden als premier. Nadat Poullet hierover had overlegd met de socialistische ministers Emile Vandervelde, Joseph Wauters, Alfred Laboulle en Camille Huysmans, brachten Poullet en Vandervelde de koning op de hoogte van het voorstel van Francqui. De vorst ontbood vervolgens  Emile Brunet en Emile Francqui, de eerste om te vragen of hij bereid was om een regering te vormen en de tweede om te polsen naar de rol die hij wilde opnemen in de regering.

### Formateur Emile Brunet (10 mei - 12 mei 1926)
Op 10 mei aanvaardde Brunet de opdracht om een regering te vormen. Als formateur wilde hij een drieledige regering samenstellen, bestaande uit twaalf ministers (5 socialisten, 5 katholieken en 2 liberalen). Deze regering zou van tijdelijke aard zijn en zich hoofdzakelijk bezighouden met de redding van de Belgische frank en het herstel van de economische toestand. Om deze zware opdracht tot een goed einde te brengen, zou de minister van Financiën omringd worden door een financiële raad samengesteld uit vertegenwoordigers uit de financiële wereld. Dezelfde dag kreeg Brunet voor zijn plannen de steun van de Algemene Raad van zijn partij. 
Dezelfde avond nog voerde hij onderhandelingen met Prosper Poullet, Joseph Wauters, Henri Jaspar en Emile Francqui, waarbij Francqui zijn deelname aan de regering toezegde. Nadat de volgende ochtend bleek dat de liberale boegbeelden Paul Hymans en Louis Franck weigerden om deel uit te maken van de regering, begon Francqui evenwel te twijfelen of hij nog wilde meewerken aan de regering. Dezelfde dag weigerden de katholieken Emile van Dievoet en Paul Tschoffen hun medewerking aan de regering. Als gevolg van deze moeilijkheden besloot premier Poullet dezelfde dag nog het ontslag van de regering aan te kondigen in het parlement, om een versnelling in de regeringsvorming te forceren. De volgende dag spraken de katholieken en liberalen zich uit over hun medewerking aan de regering. De katholieken waren het eens met Brunet dat de regering zich alleen zou bezighouden met de sanering van de overheidsfinanciën, maar wilden wel dat hij het aantal ministers zou verminderen. Ook de liberalen waren naar eigen zeggen bereid om mee te werken, maar wilden dat er strenge besparingen werden doorgevoerd en de regering voor de helft uit extraparlementairen zou bestaan. Brunet was daar echter niet gewonnen, omdat zulke regering volgens hem onvoldoende legitimiteit had om aan het parlement volmachten te vragen om snel ingrijpende financiële maatregelen te kunnen nemen, wat volgens hem onvermijdelijk was. Hij beschouwde zijn onderhandelingen hierdoor als mislukt en diende dezelfde dag nog zijn ontslag als formateur in.

### Formateur Henri Jaspar (18 mei - 20 mei 1926)

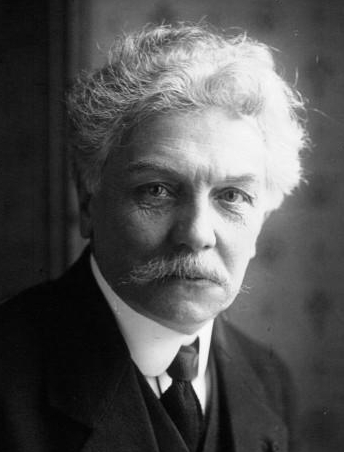
Henri Jaspar.

De volgende dagen hield koning Albert I consultaties met Emile Francqui, Prosper Poullet en Henri Jaspar om uit te zoeken hoe de regeringsvorming opnieuw moest worden rechtgetrokken. Hierbij herhaalde Francqui dat hij enkel wilde meewerken aan een herstelregering als die gesteund zou worden door de drie traditionele formaties. Op 17 mei raadpleegde de koning voormalig eerste minister Aloys Van de Vyvere (katholiek), Emile Vandervelde en Paul Hymans, waarna hij aan Emile Brunet vroeg om zijn formatie-opdracht te hervatten. Daar Brunet weigerde, ontbood de koning vervolgens Henri Jaspar op het Paleis om hem te belasten met de opdracht van formateur. Jaspar hield zijn antwoord in beraad en ontving de volgende ochtend Aloys Van de Vyvere, Prosper Poullet, Vandervelde en Hymans om hen op de hoogte te brengen van de formule die hij in gedachten had. 
Ook hij wilde een regering vormen die zich uitsluitend zou bezighouden met het herstel van de financiële toestand en die uit tien ministers zou bestaan (4 katholieken, 4 socialisten en 2 liberalen, waaronder Emile Francqui). Dezelfde dag nog verklaarden de socialistische partijleiding en de katholieken zich akkoord met het voorstel van Jaspar. Nadat ook de liberalen en Emile Francqui positieve signalen gaven over zijn voorstel, aanvaardde Jaspar zijn formatieopdracht. Op 19 mei zette de liberale landsraad officieel het licht op groen voor deelname aan de regering-Jaspar, waarna Jaspar de onderhandelingen over de samenstelling van zijn regering aanvatte. Vooraleer de regering-Jaspar I officieel van start kon gaan, moest de Algemene Raad van de socialistische BWP-POB nog haar toestemming geven voor regeringsdeelname, hetgeen op 20 mei gebeurde. Vervolgens maakte Jaspar de samenstelling van zijn regering bekend: de vier katholieke ministers waren naast Jaspar Charles de Broqueville, Maurice Houtart en Henri Baels, de socialisten werden vertegenwoordigd door Emile Vandervelde, Joseph Wauters, Edward Anseele en Camille Huysmans, voor de liberalen trad Paul Hymans toe tot de regering en Emile Francqui werd minister Zonder Portefeuille en moest minister van Financiën Maurice Houtart assisteren bij het financieel herstelbeleid. In deze taak werden Houtart en Francqui eveneens bijgestaan door een financieel comité onder leiding van voormalig premier Georges Theunis. De nieuwe ministers van de regering legden dezelfde dag nog de eed af in handen van de koning.
Op 25 mei 1926 werd in de Kamer en de Senaat de regeerverklaring voorgelezen door respectievelijk Henri Jaspar en Emile Vandervelde. Die focuste vooral op het financieel herstelbeleid van de regering, waarbij de geldhoeveelheid zou worden verminderd, het belastingstelsel herbekeken zou worden, een begrotingsevenwicht werd nagestreefd en uitgaven van de openbare besturen werden teruggedrongen. Aan de sociale zekerheid en de taalwetgeving werd niet geraakt en ook het buitenlands beleid van vrede en internationale samenwerking bleef behouden. Op 27 mei schonk de Kamer haar vertrouwen aan de regering, op 1 juni deed de Senaat hetzelfde.
1919 · 1920 · 1921 · 1923 · 1924 · 1925 · 1926 · 1927 · 1929 · 1931 · mei 1932 · okt. 1932 · dec. 1932 · jun. 1934 · nov. 1934 · 1935 · 1936 · 1937 · 1938 ·  feb. 1939 · apr. 1939 · 1940 · 1944 · 1945 · feb-mrt 1946 · jul-aug 1946 · 1947 · 1948 · 1949 · jun 1950 · aug 1950 · 1952 · 1954 · jun. 1958 · nov. 1958 · 1961 · 1965 · 1966 · 1968 · 1971/72  · 1972/73 · 1974 · 1977 · 1978 · 1978/79 · apr.-mei 1980 · okt. 1980 · apr. 1981 · nov.-dec. 1981 · 1985 · oktober 1987 · 1987/88 · 1991/92 · 1995 · 1999 · 2003 · 2007 · 2008 · 2010/11 · 2014 · 2019/20 · 2024/25